# Glenea nigeriae
Glenea nigeriae là một loài bọ cánh cứng trong họ Cerambycidae.